# Natalija Alexejewna Narotschnizkaja
Natalija Alexejewna Narotschnizkaja (russisch Ната́лия Алексе́евна Нарочни́цкая; * 23. Dezember 1948 in Moskau) ist eine russische Historikerin, Politikerin und Diplomatin.

## Leben
Natalija Alexejewna Narotschnizkaja wurde 1948 als Tochter des sowjetischen Historikers Alexei Leontjewitsch Narotschnizki in Moskau geboren. Ihre Ausbildung erhielt sie am Moskauer Staatlichen Institut für Internationale Beziehungen und machte dort 1971 ihren Abschluss mit Auszeichnung. Anschließend war sie von 1974 bis 1981 als Wissenschaftliche Mitarbeiterin am Institut für Weltwirtschaft und internationale Beziehungen tätig. Von 1982 bis 1989 arbeitete sie beim Generalsekretariat der Vereinten Nationen in New York City. Danach wurde sie von 1989 bis 2003 erneut als Wissenschaftliche Mitarbeiterin am Institut für Weltwirtschaft und Internationale Beziehungen tätig. 2003 wurde sie als Abgeordnete der linksnationalistischen Partei Rodina in die russische Staatsduma gewählt und gehörte dem Parlament bis 2007 an. Als Abgeordnete war sie Stellvertretende Vorsitzende des Ausschusses für internationale Angelegenheiten. Des Weiteren gehörte sie der russischen Delegation in der Parlamentarischen Versammlung des Europarates an.
2004 gründete sie die „Stiftung historische Perspektive“ (russisch Fond istoritscheskoj perspektiwy) und wurde deren Präsidentin. Ziel der Stiftung waren die „Wiederherstellung der geistigen und wirtschaftlichen Macht Russlands, eine Stärkung der gesellschaftlichen Einheit sowie eine objektive Darstellung der russischen Geschichte“. Im Jahr 2008 übernahm sie die Leitung der Pariser Dependance des neu gegründeten Instituts für Demokratie und Zusammenarbeit. Das Institut für Demokratie und Zusammenarbeit veranstaltet regelmäßig Konferenzen, die auf ihrer Website unter anderem mit Fotos dokumentiert werden. Es ist ständiger Veranstaltungspartner der vom rechtspopulistischen Querfront Magazin Compact organisierten „Souveränitätskonferenzen“, auf denen Natalija Narotschnizkaja regelmäßig als Referentin auftritt, etwa 2013 gegen eine angebliche „sexuelle Umerziehung“ der Kinder und angebliche Erosion moralischer Werte.
Von 2009 bis 2012 war sie Mitglied in der „Kommission gegen Versuche der Geschichtsverfälschung zum Schaden Russlands“ beim russischen Präsidenten.
Des Weiteren fungierte Narotschnizkaja als Initiatorin mehrerer Bewegungen und Organisationen nationalkonservativer Ausrichtung, wie etwa des Weltkonzils des Russischen Volkes, der Stiftung zur Einheit orthodoxer Völker (russisch Fond jedinstwa prawoslawnych narodow) und der Stiftung Russische Welt.